# Boduognatus
Boduognatus, auch Boduognatos und Boduognat  († 57 v. Chr.) war ein gallischer Feldherr des belgischen Volkes der Nervier.

## Leben
Boduognatus war 57 v. Chr. Heerführer der Nervier beim Kampf gegen die römischen Truppen Gaius Iulius Caesars im gallischen Krieg. Er führte die Nervier in der Schlacht an der Sambre an. Vermutlich fiel er in der Schlacht.
Nach ihm ist der Asteroid (3458) Boduognat benannt.

## Quelle
- Gaius Iulius Caesar: De Bello Gallico 2, 23